# Виминациум

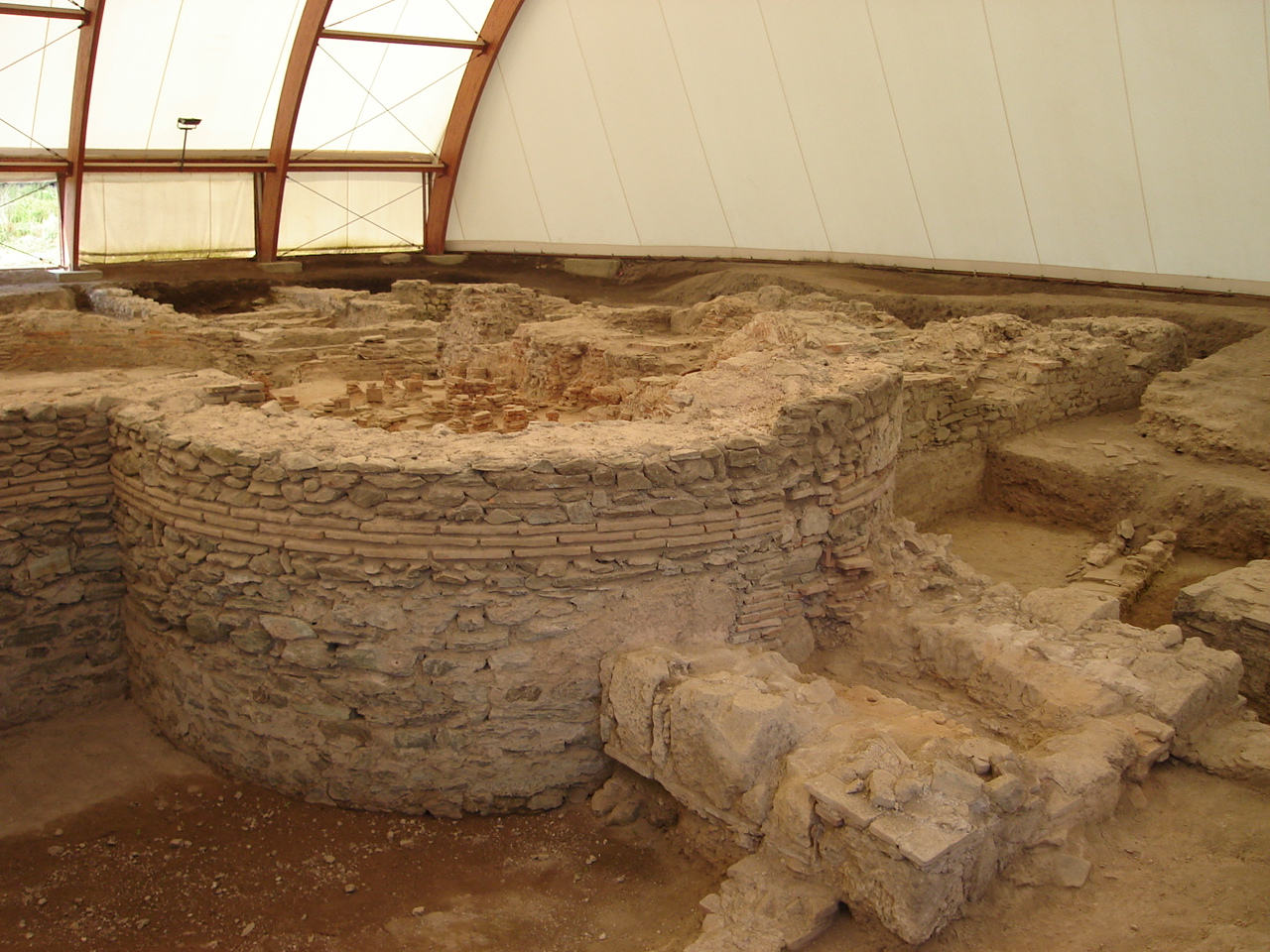
Виминациум

Вимина́циум (лат. Viminacium или Viminatium) — древнеримский военный лагерь, город и столица римской провинции Мёзия, расположенный на востоке нынешней Сербии в 12 км от города Пожаревац, у Дуная. 
Город основан в I веке и, по всей вероятности, насчитывал 40 000 жителей, что делает его одним из самых крупных городов данной эпохи. Город лежит на римской дороге Via Militaris. Виминациум был опустошён племенами гуннов в 441 году, но был заново отстроен Юстинианом. С прибытием славян в VI веке город подвергся полному разрушению. Место археологических раскопок занимает 450 га и содержит разрушенные храмы, улицы, площади, амфитеатр, дворцы, ипподромы и римские бани.

## История
Первоначально город представлял собой военный лагерь. Известно о посещении его императором Траяном в 98 — 99 годах. Рядом с каструмом выросло гражданское поселение, ставшее административным, торговым и промышленным центром провинции, который приобрёл во времена Адриана статус муниципиума (Municipium Aelium Viminacium). Сам Адриан посетил город дважды. В правление Марка Аврелия город охватила эпидемия чумы. Дважды здесь бывал Септимий Север. В Виминациуме Каракалла был объявлен императором. Город прошёл период бурного развития со второй половины II века до IV века. Во время правления Гордиана III (238—244 годы) город получил статус колонии (Colonia Viminacium) и право чеканить медную монету. Завершение чеканного права произошло при императоре Галлиене (253—268 годы), который перевёл чеканку на императорские заводы. В течение III века город был центром борьбы за власть.
Пакациан сделал его своей столицей во время узурпации в 248 году. Войска Виминациума оказали поддержку Траяну Децию во время гражданских войн. Гостилиан останавливался в городе на несколько месяцев в 251 году. Здесь также находились генерал Требоний Галл (Appius Annius Trebonius Gallus), император Волузиан, Геренния Этрусцилла, благодаря чему значимость города выросла. Гостилиан умер в нём от чумы. Виминациум был связан с неудачной попыткой узурпации Ингенуем, пытавшимся в 255 или 256 году завоевать трон. После подавления восстания Галлиеном граждане и военные были жестоко наказаны. Город потерял все свои права и возможно был разрушен или сожжён. В последний раз Виминациум оказался в гражданской войне между Диоклетианом и Карином. Решающая битва произошла в окрестностях Виминациума или Маргума.
Первые декреты Диоклетиана (subscriptio) совпали с его посещением города в 293 году. Позже он посетил его в 294 году. Визиты Константина I состоялись 25 мая 321 года, когда он скрывался в Мёзии с 317 по 321 год, и 13 лет спустя — в 334 году. Другой декрет связан с походом Иовиана на Восток в 363 году. Грациан, последний римский император, посетил город в 381 или 382 году.
В 441 году Виминациум завоевали гунны под предводительством Аттилы и полностью разрушили его в 441—443 годах. Юстиниан восстановил его на короткий период как военный лагерь. Окончательное разрушение произошло во время аварско-славянского вторжения, и город больше не восстанавливался.
Первые раскопки в Виминациуме провёл в 1882 году Михайло Валтрович, годом раньше возглавивший первую в Сербии кафедру археологии.

## Палеогенетика
Полногеномный анализ показывает крупномасштабные перемещения из Анатолии во время имперского правления, аналогичные модели, наблюдаемой в Риме, и случаи индивидуальной мобильности даже из Восточной Африки. Между ∼250-500 гг. н. э., обнаруживается поток генов из Центральной/Северной Европы, содержащий примеси степных групп железного века. Люди X века нашей эры имели родословную, связанную с Северо-Восточной Европой, вероятно, связанную со славяноязычными популяциями, что составляло больше 20% предков сегодняшних балканских жителей. У образцов римского и пост римского периодов определили митохондриальные гаплогруппы H+152, H1, H1b, H1c, H5, H5a2, H5b, H6b, H7, H8c, H10a1, H10d, H11a2, H13a1a1, H13a2b2, H26a1, H30b1, H36, H41a, H47a, H49, HV, HV9, HV9+152, T1a, T1a1n, T2, T2b+16362, T2b25, K1a2a, K1a3a, K1c2, J1c, J1c1, J1d1a1, J2b1c, V1a1, U2e1a1, U3a2a1, U4a2a, U5a1j, U5b2b, L2a1j, L2a1+143+16189 (16192), I4b, X2+225, X2i+@225, W+194, W6, R0a1a, R0a2d и Y-хромосомные гаплогруппы R1b-U106, R1b-L20, R1b-Z2103, R1b-CTS1450, J1-BY94, J2-L70, J2-L283, J2-Z1043, I1, I1-CTS8647,Z60,Z140,Z141, I2-Y16419, E1b-V13>CTS1273, E1b-V13>CTS9320, E1b-V13>E-BY3880, E-V32, E-M123, E-L791, T-L131, R1a-Z645>Y88926, R1a-Z645>, G-P303, G-PF3148, G-Y140827, G-Y140837, G-FGC12126. У образцов славянского периода определили митохондриальные гаплогруппы H1e1a6, H1f+16093, H13a2a, J1b1a1, K1a4 и Y-хромосомные гаплогруппы E1b-V13>Y3762, R1b-D99, I2a-L621>CTS10228>Y3120 (897-1021 гг.), J2-Y7010.